# Anthemus spenceri
Anthemus spenceri är en stekelart som beskrevs av Girault 1917. Anthemus spenceri ingår i släktet Anthemus och familjen sköldlussteklar.
Artens utbredningsområde är Tanzania. Inga underarter finns listade i Catalogue of Life.